# Tennis in the Land 2021
Tennis in the Land 2021 byl tenisový turnaj pořádaný jako součást ženského okruhu WTA Tour, který se odehrával na otevřených tvrdých dvorcích v areálu Jacobs Pavilion. Probíhal mezi 22. až 28. srpnem 2021 v ohijském Clevelandu jako úvodní ročník turnaje. 
Turnaj s rozpočtem 235 238 dolarů se řadil do kategorie WTA 250. Nejvýše nasazenou hráčkou ve dvouhře se stala dvacátá šestá tenistka světa Darja Kasatkinová z Ruska. Jako poslední přímá účastnice do dvouhry nastoupila 294. hráčka žebříčku, Kazachstánka Anna Danilinová.
Druhý singlový titul na okruhu WTA Tour vybojovala Estonka Anett Kontaveitová. Čtyřhru ovládly Japonky Šúko Aojamová a Ena Šibaharaová, které získaly osmou společnou trofej a pátou v probíhající sezóně.

## Rozdělení bodů a finančních odměn

### Rozdělení bodů
| Soutěž  | vítězky | finalistky | semifinalistky | čtvrtfinalistky | 16 v kole | 32 v kole | Q  | Q2 | Q1 |
| ------- | ------- | ---------- | -------------- | --------------- | --------- | --------- | -- | -- | -- |
| dvouhra | 280     | 180        | 110            | 60              | 30        | 1         | 18 | 12 | 1  |
| čtyřhra | 280     | 180        | 110            | 60              | 1         | —         | —  | —  | —  |

### Finanční odměny
| Soutěž                                | vítězky  | finalistky | semifinalistky | čtvrtfinalistky | 16 v kole | 32 v kole | Q2      | Q1      |
| ------------------------------------- | -------- | ---------- | -------------- | --------------- | --------- | --------- | ------- | ------- |
| dvouhra                               | 29 200 $ | 16 398 $   | 10 100 $       | 5 800 $         | 4 000 $   | 2 770 $   | 2 305 $ | 1 700 $ |
| čtyřhra                               | 10 300 $ | 6 000 $    | 3 800 $        | 2 300 $         | 1 750 $   | —         | —       | —       |
| částky ve čtyřhře jsou uváděny na pár |          |            |                |                 |           |           |         |         |

## Ženská dvouhra

### Nasazení
| Stát                          | Hráčka                   | WTA | Nasazení |
| ----------------------------- | ------------------------ | --- | -------- |
| Rusko                         | Darja Kasatkinová        | 26. | 1.       |
| Estonsko                      | Anett Kontaveitová       | 28. | 2.       |
| Rusko                         | Jekatěrina Alexandrovová | 34. | 3.       |
| Spojené království            | Johanna Kontaová         | 36. | 4.       |
| Argentina                     | Nadia Podoroská          | 37. | 5.       |
| Polsko                        | Magda Linetteová         | 43. | 6.       |
| Španělsko                     | Sara Sorribesová Tormová | 44. | 7.       |
| USA                           | Shelby Rogersová         | 45. | 8.       |
| Čína                          | Čang Šuaj                | 50. | 9.       |
| Žebříček WTA k 16. srpnu 2021 |                          |     |          |

### Jiné formy účasti
Následující hráčky obdržely divokou kartu do hlavní soutěže:
- Darja Kasatkinová
- Maria Mateasová
- Bethanie Matteková-Sandsová

Následující hráčky si zajistily postup do hlavní soutěže v kvalifikaci:
- Emina Bektasová
- Ulrikke Eikeriová
- Alexa Glatchová
- Catherine Harrisonová

Následující hráčky postoupily z kvalifikace jako šťastné poražené:
- Linda Fruhvirtová
- Nagi Hanataniová
- Tara Mooreová
- Ena Šibaharaová

### Odhlášení
před zahájením turnaje
- Jennifer Bradyová → nahradila ji  Kaja Juvanová
- Johanna Kontaová → nahradila ji  Linda Fruhvirtová
- Jessica Pegulaová → nahradila ji  Caty McNallyová
- Storm Sandersová → nahradila ji  Tara Mooreová
- Alison Riskeová → nahradila ji  Christina McHaleová
- Arantxa Rusová → nahradila ji  Lauren Davisová
- Ljudmila Samsonovová → nahradila ji  Ena Šibaharaová
- Jil Teichmannová → nahradila ji  Nagi Hanataniová
- Patricia Maria Țigová → nahradila ji  Věra Zvonarevová
- Jelena Vesninová → nahradila ji  Aljaksandra Sasnovičová

### Nasazení
| Stát                                                                      | Hráčka                      | Stát     | Hráčka              | WTA | Nasazení |
| ------------------------------------------------------------------------- | --------------------------- | -------- | ------------------- | --- | -------- |
| Japonsko                                                                  | Šúko Aojamová               | Japonsko | Ena Šibaharaová     | 18. | 1.       |
| Chile                                                                     | Alexa Guarachiová           | USA      | Desirae Krawczyková | 35. | 2.       |
| Česko                                                                     | Lucie Hradecká              | Čína     | Čang Šuaj           | 79. | 3.       |
| USA                                                                       | Bethanie Matteková-Sandsová | USA      | Shelby Rogersová    | 89. | 4.       |
| Žebříček WTA k 16. srpnu 2021; číslo je součtem umístění obou členek páru |                             |          |                     |     |          |

### Jiné formy účasti
Následující páry získaly do soutěže divokou kartu:
- Maria Mateasová /  Jaroslava Švedovová

Následující pár nastoupil pod žebříčkovou ochranou:
- Anastasia Rodionovová /  Galina Voskobojevová

### Odhlášení
před zahájením turnaje
- Kaja Juvanová /  Galina Voskobojevová → nahradily je  Anastasia Rodionovová /  Galina Voskobojevová

## Přehled finále

### Ženská dvouhra
- Anett Kontaveitová vs.  Irina-Camelia Beguová, 7–6(7–5), 6–4

### Ženská čtyřhra
- Šúko Aojamová /  Ena Šibaharaová vs.  Christina McHaleová /  Sania Mirzaová, 7–5, 6–3